# Grand Theft Auto: The Trilogy – The Definitive Edition
Grand Theft Auto: The Trilogy – The Definitive Edition är en datorspelsamling av tre actionäventyrsspel från Grand Theft Auto-serien. Samlingen består av nya utgåvor av spelen Grand Theft Auto III, Grand Theft Auto: Vice City och Grand Theft Auto: San Andreas, vilka är en remaster med grafiska förbättringar och uppgraderat spelupplägg.
Samlingen är utvecklad av Grove Street Games och utgiven av Rockstar Games den 11 november 2021 för Windows, Playstation 4, Playstation 5, Nintendo Switch, Xbox One och Xbox Series X och Series S, samt den 14 december 2023 för Android och IOS.

## Utveckling och utgivning
Grand Theft Auto: The Trilogy – The Definitive Edition var under utveckling i två år och utannonserades 8 oktober 2021. Samtliga spel använder spelmotorn Unreal Engine. Spelen har förnyad grafik, nytt vapensystem och val av radio i form av ett hjul likt den som används i Grand Theft Auto V. Annat som är nytt är checkpoints till spelens uppdrag. Ett antal låtar från originalspelen har tagits bort i nya utgåvorna av licensskäl liksom ett antal fuskkoder av tekniska skäl.
Versionerna till Windows, Playstation 4, Playstation 5, Nintendo Switch, Xbox One, Xbox Series X och S släpptes digitalt 11 november 2021, fysiska exemplar till Playstation 4, Xbox One, Xbox Series X och S släpptes 17 december medan Switch-versionen släpptes 11 februari 2022.
Versioner till IOS och Android var tidigare planerade att släppas 2022, men lanseringen ändrades senare till 31 mars 2023. I november 2022 ändrade Take 2 lanseringsdatumet till TBA. I november 2023 meddelade Netflix att Grand Theft Auto: The Trilogy – The Definitive Edition släpps 14 november 2023 till IOS och Android på App Store och Google Play, samlingen är tillgänglig på företagets strömningstjänst.

## Mottagande
Versionerna till Playstation 5, Xbox Series X och Series S mottogs med blandad kritik av spelrecensenterna medan versionen till Nintendo Switch främst fick negativ kritik enligt webbplatsen Metacritic.
Samlingen fick kritik av spelare vid lanseringen för buggar och nya designen av spelens olika figurer.